# Fronter
Fronter es una compañía de software con sede en Oslo, Noruega Fundada en 1998, y adquirida por Pearson en 2009. Fronter provee soluciones didácticas en línea a través de una plataforma tecnológica. Pearson, es una compañía proveedora de contenidos impresos y electrónicos en ambientes físicos y virtuales y poseedora a su vez de sellos editoriales tales como Longman, Prentice Hall, Financial Times, Addison Wesley entre otros.
Fronter es una plataforma didáctica utilizada en varios países del mundo, la cual está compuesta por 100 herramientas Web desarrolladas por sus propios usuarios bajo una filosofía abierta, la cual consiste en poner a disposición de las instituciones de enseñanza las ventajas de un recurso abierto y una plataforma de enseñanza abierta. El proceso de desarrollo abierto, gestionado por los usuarios de grupos de referencia, permite que la plataforma adopte ideas y conceptos de sus propios usuarios.
La plataforma está integrada dentro de una solución la cual incluye:
- Trabajo personal y cartera: Entorno personal de aprendizaje y área personal de trabajo.
- Enseñanza y aprendizaje: Sistema de Gestión de Aprendizaje, evaluación y seguimiento personalizado.
- Colaboración y comunicación: Funcionamiento mediante Intranet para una colaboración y comunicación eficientes.
- Publicaciones: Sistema de gestión de contenidos de aprendizaje. Producción, gestión y publicación de contenidos.
- Configuración y Administración: Sólidas herramientas de administración para instalaciones a gran escala.

Actualmente, Fronter es utilizado en diversas instituciones de Latinoamérica, Europa, Norteamérica, Asia y África con más de 10 millones de alumnos al año.